# Plattformskapitalism
Plattformskapitalism är en tendens där insamling av information genom digital plattformsteknologi blivit allt viktigare för ekonomin. Några viktiga aktörer inom plattformskapitalismen är Facebook, Amazon och Uber.
Enligt Nick Srnicek uppkom plattformskapitalismen efter finanskrisen 2008, då allt mer kapital började investeras i IT-sektorn. Plattformskapitalism har beskrivits som en central komponent i gigekonomin.